# Kachikau
Kachikau är en ort (village) i distriktet Chobe i norra Botswana. 